# Apophylia weisei
Apophylia weisei es un insecto coleóptero de la familia Chrysomelidae.
Fue descrita científicamente por primera vez en 1896 por Jacoby.